# 에스타디오 호세 소리야 (1940년)
에스타디오 호세 소리야(스페인어: Estadio José Zorrilla)는 스페인 카스티야 이 레온 주 바야돌리드에 있었던 다목적 경기장이었다. 이 경기장은 주로 레알 바야돌리드의 안방 구장으로 쓰였다. 이 경기장에서 열린 첫 경기는 1940년 11월 3일, 레알 바야돌리드와 아레나스 게초 간의 경기로 바야돌리드가 4-1로 이겼다. 이 경기장의 본래 수용 인원은 18,000명이었으나, 1980-81 시즌에 열린 레알 마드리드와의 마지막 경기에는 임시로 22,000명까지 수용인원을 증가시켰다. 이후 바야돌리드는 동명의 신구장으로 1982년에 이전하여 현재까지 사용하고 있다. 이 경기장은 구장 이전 후에 2군인 레알 바야돌리드 프로메사스가 1984년까지 계속 사용했다. 현재 이 경기장은 철거되어 엘 코르테 잉글레스 백화점 바야돌리드 점이 자리잡고 있다.